# Karang Kemiri
Karang Kemiri is een bestuurslaag in het regentschap Ogan Komering Ulu van de provincie Zuid-Sumatra, Indonesië. Karang Kemiri telt 2643 inwoners (volkstelling 2010).